# Magyarország a 2018-as junior atlétikai világbajnokságon
Magyarország a finnországi Tamperében megrendezett 2018-as junior atlétikai világbajnokság egyik részt vevő nemzete volt, 25 sportolóval képviseltette magát.

## Eredmények

### Férfi
| Versenyző                                              | Versenyszám        | Előfutam | Előfutam | Előfutam | Elődöntő | Elődöntő | Elődöntő | Döntő    | Döntő    |
| Versenyző                                              | Versenyszám        | Idő      | Hely.    | Össz.    | Idő      | Hely.    | Össz.    | Idő      | Helyezés |
| ------------------------------------------------------ | ------------------ | -------- | -------- | -------- | -------- | -------- | -------- | -------- | -------- |
| Varga Lőrinc                                           | 800 m              | 1:51,67  | 6.       | 26.      | kiesett  | kiesett  | kiesett  | kiesett  | kiesett  |
| Palkovits István                                       | 10 000 m           |          |          |          |          |          |          | 30:35,87 | 13.      |
| Kalácska Áron                                          | 110 m gát          | 14,32    | 6.       | 44.      | kiesett  | kiesett  | kiesett  | kiesett  | kiesett  |
| Eszes Dániel                                           | 110 m gát          | 13,86    | 4.       | 23.      | kiesett  | kiesett  | kiesett  | kiesett  | kiesett  |
| Huller Dániel                                          | 400 m gát          | 53,13    | 6.       | 33.      | kiesett  | kiesett  | kiesett  | kiesett  | kiesett  |
| Illovszky Dominik Wahl Zoltán Pisch Milán Eszes Dániel | 4 x 100 m váltó    | 40,84    | 4.       | 13.      | kiesett  | kiesett  | kiesett  | kiesett  | kiesett  |
| Sárossi Bálint                                         | 10 000 m gyaloglás |          |          |          |          |          |          | 46:43,77 | 32.      |

| Versenyző         | Versenyszám   | Selejtező | Selejtező | Selejtező | Döntő    | Döntő    |
| Versenyző         | Versenyszám   | Eredmény  | Hely.     | Össz.     | Eredmény | Helyezés |
| ----------------- | ------------- | --------- | --------- | --------- | -------- | -------- |
| Simonváros Csanád | Rúdugrás      | 4,80 m    | 11.       | 20.       | kiesett  | kiesett  |
| Pázmándi Dominik  | Távolugrás    | 7,24 m    | 9.        | 19.       | kiesett  | kiesett  |
| Czeller Gábor     | Kalapácsvetés | 66,30 m   | 8.        | 18        | kiesett  | kiesett  |
| Varga Donát       | Kalapácsvetés | 71,72 m   | 3.        | 7.        | 71,99 m  | 7.       |

### Női
| Versenyző                                         | Versenyszám     | Előfutam | Előfutam | Előfutam | Elődöntő | Elődöntő | Elődöntő | Döntő   | Döntő    |
| Versenyző                                         | Versenyszám     | Idő      | Hely.    | Össz.    | Idő      | Hely.    | Össz.    | Idő     | Helyezés |
| ------------------------------------------------- | --------------- | -------- | -------- | -------- | -------- | -------- | -------- | ------- | -------- |
| Takács Boglárka                                   | 100 m           | 11,88    | 6.       | 30.      | kiesett  | kiesett  | kiesett  | kiesett | kiesett  |
| Mátó Sára                                         | 400 m gát       | 58,88    | 1.       | 12.      | 57,83    | 5.       | 11.      | kiesett | kiesett  |
| Molnár Janka                                      | 400 m gát       | 1:00,13  | 5.       | 28.      | kiesett  | kiesett  | kiesett  | kiesett | kiesett  |
| Molnár Janka Répássy Hanna Kőszegi Mira Mátó Sára | 4 x 400 m váltó | 3:38,49  | 5.       | 11.      | kiesett  | kiesett  | kiesett  | kiesett | kiesett  |
| Pavuk Tíra                                        | 3000 m akadály  | 10:31,40 | 11.      | 28.      | kiesett  | kiesett  | kiesett  | kiesett | kiesett  |
| Mógor Boglárka                                    | 3000 m akadály  | 10:43,79 | 10.      | 36.      | kiesett  | kiesett  | kiesett  | kiesett | kiesett  |

| Versenyző       | Versenyszám   | Selejtező | Selejtező | Selejtező | Döntő    | Döntő    |
| Versenyző       | Versenyszám   | Eredmény  | Hely.     | Össz.     | Eredmény | Helyezés |
| --------------- | ------------- | --------- | --------- | --------- | -------- | -------- |
| Klekner Hanga   | Rúdugrás      | 3,80 m    | 12.       | 24.       | kiesett  | kiesett  |
| Farkas Petra    | Távolugrás    | 6,21 m    | 3.        | 4.        | 6,16 m   | 5.       |
| Endrész Klaudia | Távolugrás    | 6,02 m    | 4.        | 11.       | 6,08 m   | 7.       |
| Németh Zsanett  | Kalapácsvetés | 57,45 m   | 5.        | 14.       | kiesett  | kiesett  |
| Máté Fanni      | Gerelyhajítás | 43,44 m   | 12.       | 24.       | kiesett  | kiesett  |